# Паганське царство
Паган (бірм. ပုဂံခေတ်, вимовляється [bəɡàɰ̃ kʰɪʔ], букв. "Період Паган"; також широко відоме як Династія Паган та Імперія Паган) - середньовічна буддистська бірманська держава, що існувала на території сучасної М'янми в 1044 - 1287 роках. Її столицею було однойменне місто Паган.
Паган був першою державою, якій вдалося підкорити всю територію сучасної М'янми. Саме в ній зародилася бірманська писемність, мистецтво, архітектура і література.

## Історія

### Передісторія
Предки сучасних бірманців були відомі китайцям як «західні цяни». За часів династії Хань вони населяли район сучасного Ланьчжоу. Рятуючись від китайської експансії, вони відступили в північно-східний Тибет, а звідти почалася міграція на південь. Потрапивши в Сичуань, вони стали васалами Наньчжао. У VII столітті західні цяни, які називали себе «м'янма», відомі як один з народів, що входять у державу Наньчжао. Вони входили до складу армій Наньчжао, які розгромили держава Шрикшетра народу п'ю, і згодом воювали з монами.
Перші поселення м'янманців в Середній Бірмі розташовувалися в долині Чаусхе. Літописи зберегли назви одинадцяти перших каруїнів (родових поселень); ще вісім каруїнів розташовувалося ближче до Іраваді. Бірманці успадкували іригаційні системи п'ю, що жили там раніше; найімовірніше тоді ж почався процес асиміляції п'ю м'янманцями. Назва «п'ю» зустрічається лише в ранніх м'янманських написах XI століття, де вживається поряд з м'янманцями; згодом воно зникає без сліду. Півтора століття, які тривала асиміляція, є самим недокументованим періодом в історії М'янми, до того ж вони не залишили в долині Іраваді археологічних пам'яток.
До 850 році літописи відносять заснування міста Паган: за їхніми відомостями, якийсь князь П'їнбу обгородив це місто стіною. Не виключено, що спочатку Паган був однією з фортець, побудованих Наньчжао і населеною воїнами і їхніми родинами. Поступово значення Пагана, що лежав на березі Іраваді зростало. Вже в середині X століття князь Сорахан побудував буддійську молельню на горі Туран близько Пагана, причому титулувався він володарем Пагана; це відомо не тільки з літописів, але й зі збережених там написів. Літописи і написи доносять відомості про початок боротьбі за трон в Пагані, володіння яким стає важливим для верховенства над народом м'янма. У 964 році князь Сорахан був повалений; м'янманські хроніки пов'язують його повалення з тим, що він відрікся від буддизму і відзначив це спорудою статуї змія-Нага. Наступні десятиліття за владу в Пагані боролися дві сім'ї, і тому спадкування завжди супроводжувалося палацовими переворотами.

### Рання історія

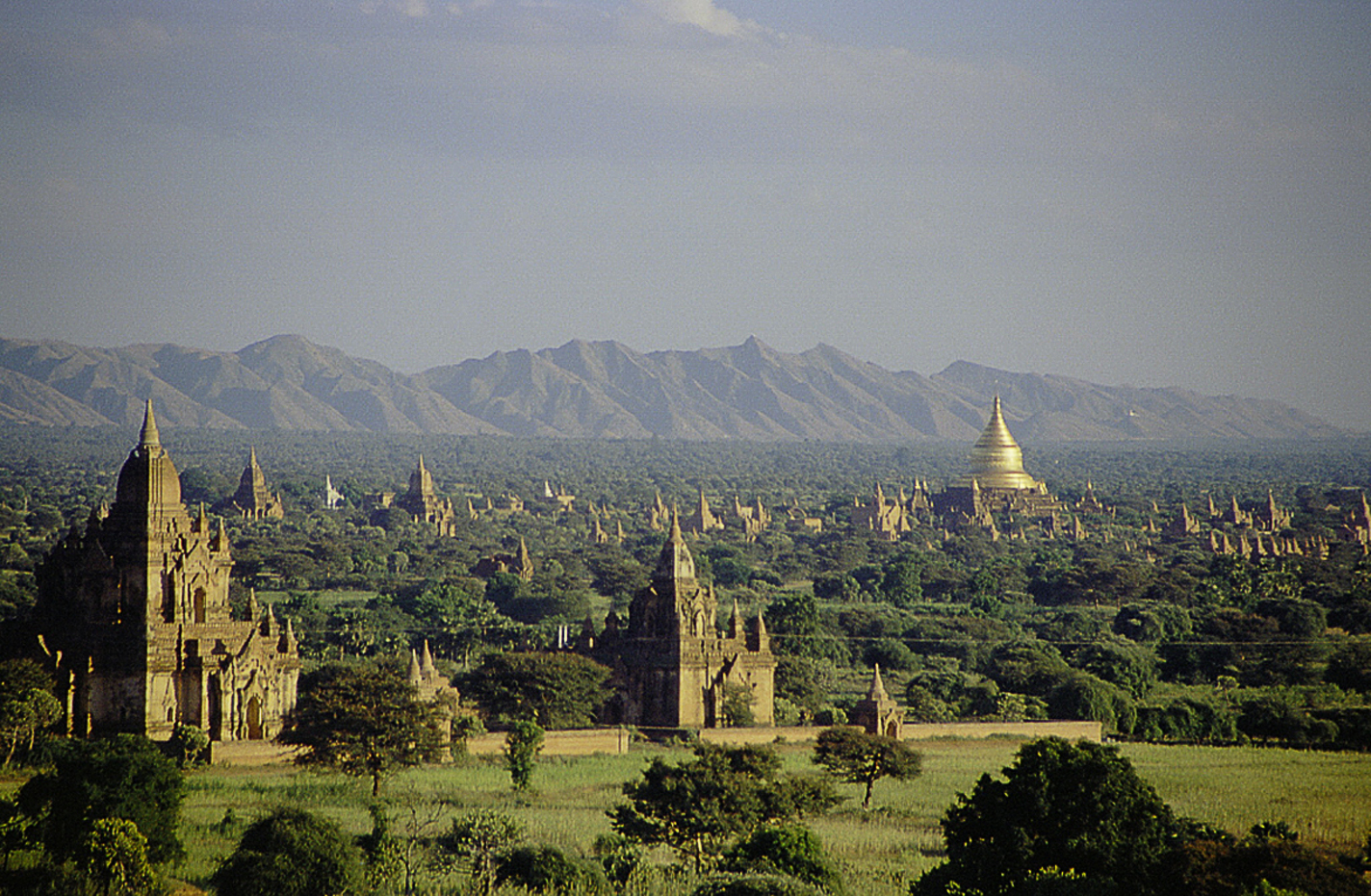
Пагоди в Пагані, столиці царства

Датою заснування Паганського царства традиційно вважається 1044 рік, в який, як стверджують хроніки, зійшов на трон цар Анората, який об'єднав під своєю владою територію сучасної М'янми. Насправді він зайняв престол в Пагані в 1017 році, але перші десятиліття його правління не пов'язані з походами і завоюваннями, і тому опущені хроністами. У цей період Паганська держава округлює свої володіння, користуючись вигідним розташуванням в долині Іраваді і контролем над великими іригаційними системами, що залишилися від п'ю і відновленими м'янманцями. Обстановка сприяла Анорату , так як його основні суперники - мони - були змушені оборонятися проти кхмерів і чолів, а інші сусіди були слабкі. У 1020-1030 роках Анората здійснив ряд походів на північ і схід, приєднуючи навколишні землі.
У міру зміцнення Пагана на порядок денний встало приєднання багатих південних земель і вихід до моря. Спочатку Анората відібрав у монів ті області Шрикшетра, які були ними захоплені після падіння держави п'ю, а потім вийшов до кордони власне монських земель. Спочатку відносини з монами були ворожими: в 1049 році війська м'янманців навіть брали участь в обороні Татхоуна від кхмерів. Але незабаром почалися м'янмансько-монські війни, в результаті яких війська Анората захопили спочатку Пегу (куди вони увійшли як союзники в боротьбі проти гірських племен, але по закінченні цієї війни перетворилися на підкорювачів), а в 1057 році - місто Татхоун, основний центр монів. В результаті розгрому держави Татон в руки м'янманців перейшла Південна М'янма та портові міста.
В результаті приєднання Татона змінився етнічний склад держави. Значну частину населення тепер стали складати мони, що перевершували м'янманців в культурному відношенні. Анората вивіз з Пегу і Татхауна в Паган кілька тисяч монських сімей, включаючи всю знать на чолі з царем. В результаті Паган став спадкоємцем двох царств, двох культур. Почався стрімкий зліт Пагана, що став до кінця правління Анората одним з найбільших центрів Південно-Східної Азії.

### Розквіт
До моменту смерті Анората в 1077 році Паганська держава хоч і володіла передумовами до консолідації, але вона ще не встигла виробити прийнятну систему управління, яка б забезпечила їй існування в разі ослаблення центральної влади. Тому як тільки на престол в Пагані після смерті Анората вступив Ман Лула, по країні прокотилися небезпечні повстання. Першими піднялися Мони, на чолі яких став вихований при паганському дворі Янмакан. Незважаючи на перші вдалі походи м'янманців на південь, повстання ширилося, і врешті-решт паганський цар загинув, мони захопили Паган і викрали звідти населення в свої міста.
Однак, захопивши Паган, мони не стали захоплювати родові каруїни м'янманців в долині Чаусхе, де був обраний новий цар - Тілуїн Ман. Він був володарем одного з каруїнів, який прославився в походах Анората, але не мав з ним родинних зв'язків. Спираючись на економічну базу каруїнів і набравши там військо, Тілуїн Ман зміг вигнати з Пагана монів, а потім протягом декількох років відновити спадок Анората.
Під час правління Тілуїн Мана (1084-1112) відбулася інтенсивна «монизація» Пагана. Чисто м'янманською залишилася лише армія, а мони зайняли ключові пости в адміністрації країни, монська мова стала рівноправна з м'янманською. Тілуїн Ману вдалося досягти в країні внутрішнього миру. Єдиною значною війною стала експедиція проти Аракана, що дозволила приєднати це царство до Пагана.
Після смерті Тілуїн Мана на престол зійшов Кансу I (1113-1167). При цьому послідували заколоти в монських землях на півдні, які хоч і не становили небезпеки для держави, але дали цареві привід різко скоротити вплив монів на життя країни. З першої половини XII століття практично зникають монські написи, зникають імена монів з числа дарувальників земель монастирям і учасників судових процесів. З рівноправних союзників мони перетворилися на підлеглий народ.

### Занепад і загибель
У другій половині XII століття почався занепад Пагана, ослабленого внутрішніми чварами. В результаті держава зазнала поразки у війні з Цейлоном в 1160-х роках цейлонські армії тимчасово окупували південні порти країни.
Загроза вторгнень горян, яких вже не могли стримати прикордонні фортеці, призвела до того, що царі Пагана стали залучати шанів на службу. При дворі з'явилися і стали набувати все більше влади племінні вожді горян.
Все XIII століття царство втрачало свої території під ударами шанів і каренів. Міста монів ставали все більш незалежними, а паганські феодали поділили між собою найкращі землі країни і перестали рахуватися з царською владою.
Кінець повільної деградації держави поклала монгольська імперія Юань, яка здійснила кілька вторгнень в Паган. В 1277 році бірманці зазнали першої великої поразки від монгольських військ, а в 1287 році Паган був остаточно розгромлений і розпався на частини. Захопивши Паган, юанські війська посадили на трон правителя-маріонетку і покинули М'янму, залишивши там гарнізони. Незабаром Шанські війська вигнали завойовників з долини Іраваді, але Паганське царство вже не відродилося. Щоправда, протягом багатьох років паганський престол ще існував, і його послідовно займали князі з найближчих володінь, на які розпалася країна. До 1369 року відносяться останні епіграфічні згадки про паганського царя. Поступово Паган був покинутий жителями.

## Устрій
Цар мав абсолютну владу, вважався «втіленням Будди», «паном всіх», «господарем усієї води та землі». Усі політичні, військові та економічнірішення приймалися лише з його згоди. Втім буддійське6 духовенство мало певну самостійність й могло непідкорятися наказам царя.
Аристократія і велике чиновництво становили вельми нечисленний вищий прошарок суспільства. До неї примикали чиновники середнього рангу, офіцери, торговці, лихварі. Переважна більшість вільного населення Пагана — ремісники, рудокопи, селяни.
Найнижчим прошарком паганського суспільства були чвани (невільні особи). Головним джерелом їх надходження були війни та набіги, але можна було потрапити до чванів за борги. Вони ділилися на великі категорії — приватних і пагодних чванів. Перші найчастіше використовувалися у домашньому господарстві, другі перебували у становищі рабів. Іноді монастирям дарували як чвани цілі села селян із землею та садами. Становище таких чванів (селян, прикріплених до землі) нагадувало становище кріпаків. Власник міг відпустити чвана на волю.

## Адміністрація
Цар призначав міністрів (аматів — від санскритського «амат'я»), які формували своєрідну раду міністрів з 5 аматів на чолі із головним аматою (махасманом). Окрім останньогоіншими аматами були командувач військами, верховний суддя, верховний регистратор, очільник скарбниці. Амати водночас були намісниками найбільших провінцій.
Держава поділялася на 3 типи округів — каруїни, туїки та нуїнамами. Каруїни були розташовані у центрі країни, тутмешкали бірманці. В адміністративному і правовому відношенні каруїни перебували в привілейованому становищі.
Туїки (в перекладі «огорожа» або «будівля»), були організовані на землях, приєднаних бірманцями у першій половині ХІ ст. Туїки розташовувалися зазвичай на берегах річок у Середній Бірмі. Декілька туїків об'єднувалося в «клій» (провінцію). Паган був центром туїку. Найдрібнішою адміністративною одиницею в усіх сільських округах було село («рва»), у містах — квартал («арап»). На чолі туїка, клія і рва стояли сукрі (начальники).
За межами туїків лежали «нуїнмами» — завойовані землі. Ці землі включали монаські міста, порти дельти Іраваді та деякі гірські райони. За межами нуїнамів стояли численні фортеці — «мруї» (тепер це слово перетворилося на бірманській мові на «мьо», що означає місто взагалі). Особливо численні були ці фортеці на північних і східних кордонах.
Зовнішнім поясом держави було «кільце» васальних племен, які платили данину Пагану і постачали воїнів. У гори, де мешкали ці племена, періодично прямували експедиції за рабами.

## Економіка
Основу становили землеробство, ремісництво, торгівля, рибальство, добування корисних копалень. Землі поділялися на державні, приватні та монастирські. Формально власником всієї землі був цар, проте практично його права були обмежені простим і феодальним правом. Особливо це стосувалося монастирів, які користувалися певним імунітетом. Кількість земель, що перебували в їхньому користуванні, безперервно збільшувалася, що призвело у XIII ст. до конфліктів між монастирями, які стали «державою в державі», та центральною владою.